# 비즈니스 일본어 능력 시험
BJT비즈니스일본어능력시험(BJTビジネス日本語能力テスト, Business Japanese Proficiency Test)은 비지니스에서 요구되는 일본어의 의사소통 능력을 객관적으로 측정하고 평가하는 민간자격 시험이다. 일본어를 모국어로 하지 않는 비지니스 관계자나 학생이 주된 대상자이다. 일본한자능력검정협회의 주최로 실시되고 있다.
2010년 8월 2일, 일본한자능력검정협회는 2010년도에 한해서 일시 중단한다고 발표하였지만 같은 해 11월 25일에 2011년 가을에 다시 시행한다고 발표하였다(그 후, 11월 20일에 제23회 시험의 실시가 결정됨). 실질적으로 2011년 상반기만 중단된 것이다.

## 개요
일본어 시험은 여럿 있지만 그 중에서도 비지니스 관계자나 일본어로 비지니스 캐리어를 형성하고 싶은 사람을 대상으로 하는 자격시험이다. 비지니스의 여러 장면을 주제로 하며 그에 대한 적절한 의사소통을 취할 수 있는 능력을 측정하고 있다. 시험마다 난이도나 수험자의 능력의 높낮이에 좌우되지 않는 척도화된 득점으로 결과가 표시되기에 개인의 능력의 정도나 다른 사람과의 비교를 객관적이로 할 수 있다.
종래에는 일본무역진흥기구(제트로)가 실시하고 있었다. 2006년 11월, 정부의 행정 개혁의 일환으로 일본무역진흥기구의 코어 사업에서 거리가 먼 사업인 BJT의 실시는 폐지 또는 민관화하라고 하는 방향성이 권고되었다. 민영화 절차에서는 입찰을 실시하였다. 2009년부터 일본한자능력검정협회가 이어가고 있다.
2017년부터 시험 방식이 CBT가 되었으며 시험 장소에 인도와 싱가포르가 추가된다고 발표되었다.

## 시험
| 부문        | 문제 수 | 시간 |
| ----------- | ------- | ---- |
| 청해 부문   | 35 문항 | 50분 |
| 청독해 부문 | 30 문항 | 30분 |
| 독해 부문   | 35 문항 | 40분 |

800점이 최고 점수이며 0점이 최저 점수이다. 점수에 따라서 J1+, J1, J2, J3, J4, J5의 여섯 단계로 평가된다.
2008년 7월부터 재류자격인정증명서 교부 신청에서의 심사의 참고 사항으로 채용되었다. 400점 이상이면 대학 등의 입학(일본어 능력 시험에서는 2급), 300점 이상이라면 전문대학 등의 입학(일본어 능력 시험에서는 4급)에 해당하는 일본어 능력이 있는 것으로 보고 있다.

## 같이 보기
- 일본어 능력 시험
- JPT 일본어 능력 시험
- 문항 반응 이론